# Albert Jackson (cầu thủ bóng đá)
Albert Jackson (12 tháng 9 năm 1943 - 2 tháng 12 năm 2014) là một cầu thủ bóng đá người Anh thi đấu ở vị trí tiền đạo.